# Berrington Hall
Berrington Hall è una casa di campagna inglese situata a circa 5 km a nord di Leominster, Herefordshire, in Inghilterra. Durante il XX secolo è stata la sede della famiglia Cawley.
È una casa di campagna neoclassica che Henry Holland progettò nel 1778-81 per Thomas Harley. Berrington Hall ospita la collezione di mobili di Elmar Digby, dipinti, tra gli altri, di Thomas Luny (1759–1837) e la collezione di costumi di Charles Paget Wade di Snowshill, che può essere visionata su appuntamento. Le aree inferiori e gli alloggi della servitù aperti al pubblico includono una lavanderia vittoriana e caseificio georgiano. Berrington è sotto la cura del National Trust dal 1957 ed è, insieme ai suoi giardini, aperto al pubblico.
Berrington presenta l'ultimo progetto paesaggistico di Capability Brown. Una caratteristica degna di nota è il muro ha-ha, che è stato oggetto di ampi lavori di ristrutturazione alla fine del XX secolo da parte di artigiani locali. Berrington Pool, un lago e un'isola, è un sito di speciale interesse scientifico.

## Storia

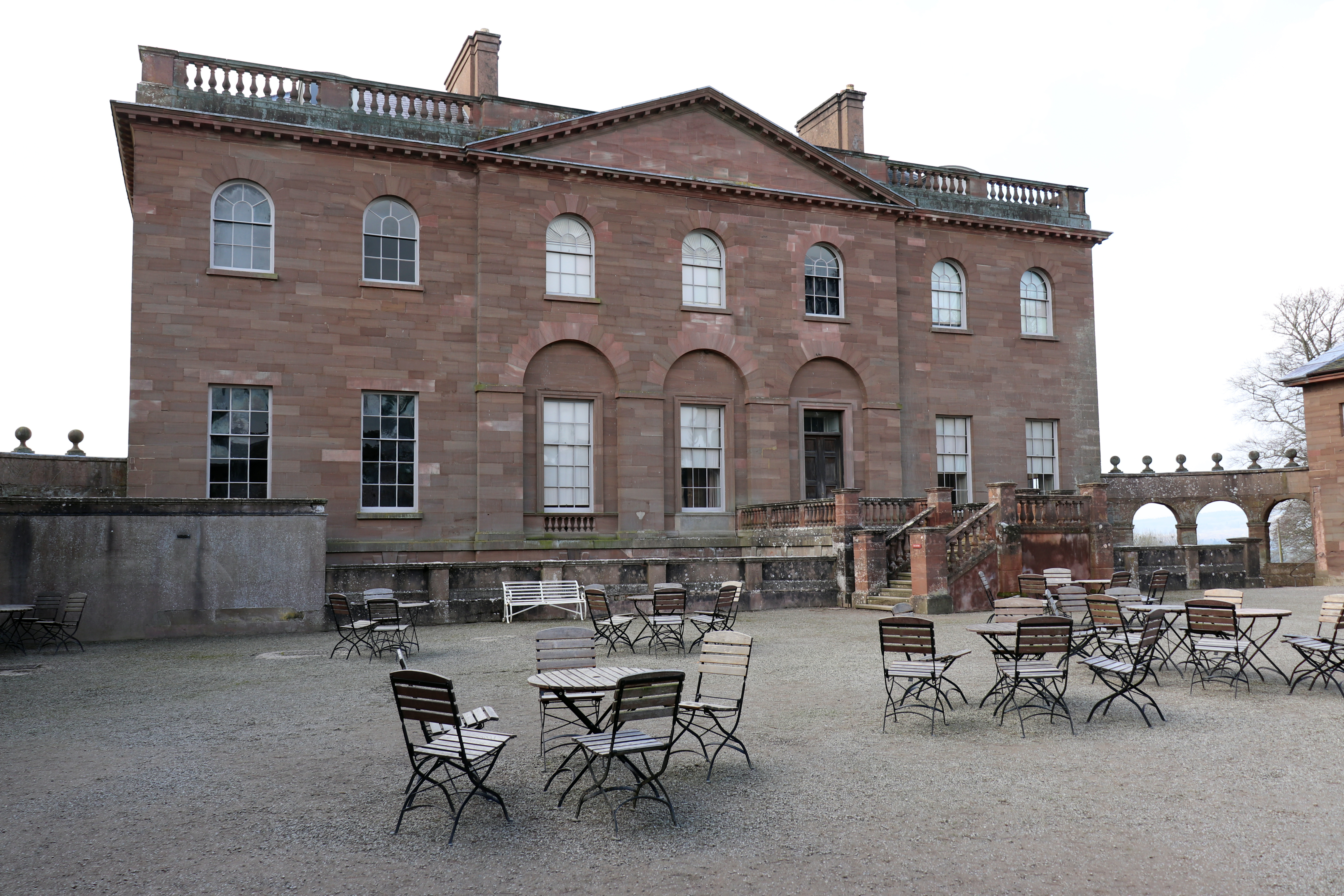
Cortile di Berrington Hall

Berrington era in possesso della famiglia Cornewall dal 1386, ma fu venduta nel 1775 a Thomas Harley, un banchiere e appaltatore governativo che nel 1767 era stato Lord sindaco di Londra. Ha commissionato la ricostruzione nel 1778-1781 dell'attuale Berrington Hall al posto della precedente vecchia casa. L'ha messa a disposizione di sua figlia Anne e del suo nuovo marito George Rodney, figlio dell'ammiraglio Rodney. Dopo la morte di Harley, la casa diventò della famiglia Rodney per 95 anni.
Nel 1901 l'uomo d'affari di Manchester Frederick Cawley MP, in seguito Barone Cawley, acquistò la tenuta. Nel 1957 il III Lord Cawley la trasferì al Treasury, che passò al National Trust. A Lady Cawley fu permesso di rimanere nella tenuta fino alla sua morte nel 1978.
È stato classificato come edificio di interesse storico culturale di I grado nel 1959.